# Bjarne Amdahl
Bjarne Amdahl, född 17 augusti 1903 i Trondheim, död 14 april 1968, var en norsk kompositör, pianist och dirigent. Han skrev musiken till flera av Alf Prøysens populära visor, såsom Tango för två och Sunnanvindsvalsen.

## Filmmusik i urval
- 1956 – Johan på Snippen
- 1958 – Å ett sånt hundliv
- 1959 – Ugler i mosen
- 1960 – Petter fra Ruskøy